# Antoni van Leeuwenhoek
Antoni van Leeuwenhoek, a volte citato come Anthonie, Anthoni, Anthonie, Antonie, Antony, Anthony (Delft, 24 ottobre 1632 – Delft, 27 agosto 1723), è stato un ottico e naturalista olandese.

## Van Leeuwenhoek

### Formazione e carriera
Nasce a Delft, nei Paesi Bassi, il 24 ottobre 1632 da padre artigiano cestaio, di vecchia famiglia olandese senza particolare distinzione sociale. È stata supposta una possibile origine ebraica della famiglia, ma l'atto di battesimo di Antoni nella chiesa nuova di Dein e gli atti dei suoi due matrimoni testimoniano la sua appartenenza alla Chiesa riformata olandese. Frequenta la scuola primaria nella cittadina di Warmond, vicino a Leida, e successivamente si trasferisce a Benthuizen. Avendo ricevuto nei primi anni di scuola a Warmond solo basilari nozioni di matematica e fisica, non accederà mai a studi letterari e mostrerà sempre di conoscere soltanto la sua lingua natale.
In seguito, nel 1654, ritorna a Delft e vi si stabilisce fino alla morte.

### Microscopio

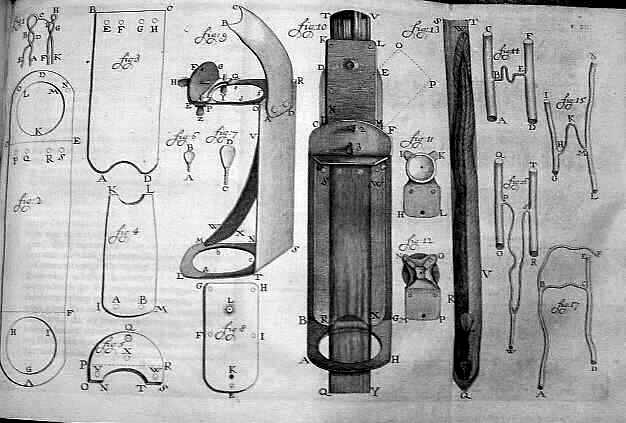
Microscopi di Antoni van Leeuwenhoek disegnati da Henry Baker

Il suo inizio derivò dal fabbricarsi artigianalmente delle lenti per controllare i tessuti che commerciava, successivamente affinando la propria rudimentale tecnica di costruzione si accorse che cominciava a vedere distintamente esseri di un altro mondo e cominciò ad appassionarsi, eseguendo confronti incrociati e redigendo accurate annotazioni e disegni.
La prima testimonianza scritta del suo interesse a ricerche micro-grafiche risale al 1663: essa consiste in una memoria inviata alla Royal Society di Londra per essere pubblicata sulla Philosophical Transactions of the Royal Society, rivista scientifica a cura della Società, riguardante alcune osservazioni sugli organi visivi, sulla bocca e sul pungiglione dell'ape, sul pidocchio, e altre analisi microscopiche sulla muffa.
In questa lettera Leeuwenhoek analizza per la prima volta e delinea con cura gli occhi degli insetti e la struttura di ogni singolo ommatidio, e ne intuisce la funzione per la visione a distanza, in opposizione a quella degli uccelli.
La memoria è inoltre accompagnata da una lettera dell'anatomista Regnier de Graaf che raccomanda, all'attenzione del segretario della Royal Society Oldenburg, i risultati delle ricerche di «un geniale ricercatore di nome Leeuwenhoek che ha progettato microscopi che superano di molto quelli che si sono visti finora...».
Inizialmente la fama di Leeuwenhoek è legata, infatti, quasi esclusivamente alla perfezione tecnica dei suoi strumenti fabbricati a mano, che superano in precisione e in potenza (permettono un ingrandimento di circa 270 volte) i microscopi dell'epoca. Egli aumentò la potenza di questi attraverso l'uso di tecniche nuove di osservazione, applicando, ad esempio, specchi riflettenti concavi e impiegando fonti di illuminazione artificiale, come candele.

### Osservazioni principali

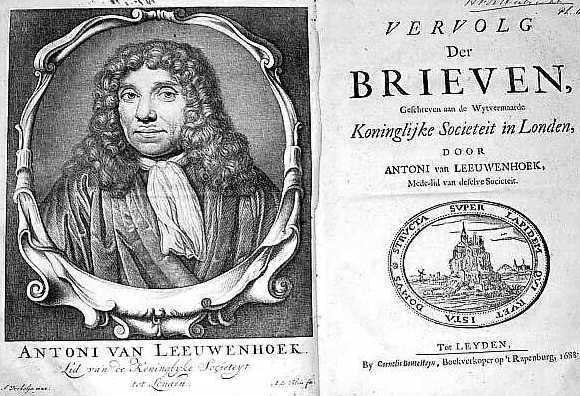
Lettere inviate da Antoni van Leeuwenhoek alla Royal Society

Leehuwenoek compì svariate osservazioni e alcune, nonostante siano state casuali e svolte per la maggior parte senza alcun piano prestabilito, rappresentano un contributo fondamentale a ricerche già in atto, o novità assolute che inaugurano nuove vie di sperimentazione.
Del primo tipo è lo studio, eseguito intorno al 1690, relativo al controverso passaggio del sangue dalle ultime ramificazioni delle arterie alle prime delle vene, che costituiva un ostacolo insormontabile per i sostenitori della nuova teoria circolatoria di Harvey. Osservando al microscopio la coda del girino e la membrana interdigitale della rana, Leeuwenhoek poté confermare, contro i detrattori della nuova teoria sulla circolazione sanguigna (egli stesso aveva dimostrato un certo scetticismo nei suoi confronti) la scoperta annunciata da Marcello Malpighi nel 1661: l'esistenza dei vasi capillari, che formano una rete tra arterie e vene.
Egli inoltre ha il merito di aver identificato i globuli del sangue e di aver analizzato accuratamente la struttura dei tessuti animali e vegetali: a Leeuwenhoek si deve la prima esatta descrizione della struttura lamellare del cristallino. Ma la scoperta per cui è principalmente ricordato e che lo ha reso noto in Europa, è quella riguardante gli «animaletti» rilevati in una serie di osservazioni sperimentali condotte sui liquidi più diversi. In questo modo nascono la protozoologia, la microbiologia e la batteriologia che, dapprima con curiosa confusione, quindi con un rigore sempre crescente, in tempi recenti hanno potuto rivelare tutta la loro prolificità e rilevanza per la ricerca medica.
Un grande valore storico hanno le lettere indirizzate da Leeuwenhoek alla Royal Society e allo zoologo Constantijn Huygens in quanto ci permettono di seguire l'evoluzione di questa appassionata ricerca, che ha inizio ufficialmente nel 1674, con la memoria sui ritrovamenti in acqua dolce, e prosegue ininterrotta attraverso continui approfondimenti fino alla vigilia della morte di Leeuwenhoek.

### L'applicazione del metodo sperimentale
Oltre a scoprire numerosi protozoi e batteri (descrivendo con buona precisione il Volvox, la Vorticella, l'Opalina, il Nyctotherus, il Trichomonas vaginalis, il Bacterium coli, l'Azotobacter, Amylobacter saccarobutyricum e altri), che solo in seguito a successive ricerche saranno individuati come agenti patogeni, di grande interesse nelle sue ricerche è l'applicazione rigorosa del metodo sperimentale moderno, sostenuto da Galileo Galilei e perfezionato da Isaac Newton.
Esso non consiste nella semplice osservazione casuale di fatti diversi, ma nella realizzazione di condizioni di laboratorio adatte alla verifica di ipotesi già formulate sulla base di dati precedenti, e alla misurazione il più possibile quantitativa dei fenomeni.

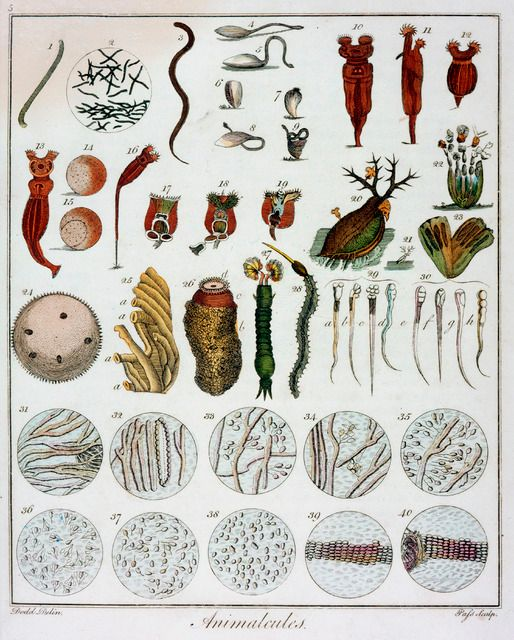
Microrganismi osservati da Antoni van Leeuwenhoek

Su queste premesse si fondano le ricerche successive che Leeuwenhoek esegue, in ordine, su liquidi naturali, quali l'acqua piovana, l'acqua dolce corrente, l'acqua di fonte, l'acqua marina, su liquidi opportunatamente modificati, versando nell'acqua pepe, zenzero, chiodi di garofano, noce moscata, e infine sugli umori del corpo animale, dalla bile allo sperma, in cui si individueranno chiaramente gli spermatozoi come agenti della fecondazione. La costruzione artificiale di ambienti diversi e delle condizioni sperimentali necessarie gli permette di descrivere con considerevole precisione i diversi comportamenti di protozoi e batteri osservati, di distinguerli, di classificarli, di misurarne le dimensioni e la densità media, arricchendo così i dati già disponibili. La serietà e rigorosità metodologica, di cui aveva consapevolezza e che spesso ostentava, si evince da una serie di osservazioni reperibili nel suo ricco epistolario, quali, per esempio, un brano di una lettera alla Royal Society del 1692, in cui egli afferma: 
(Antoni van Leeuwenhoek)
 o in una lettera a un amico in cui è presente una critica piuttosto sottile: 

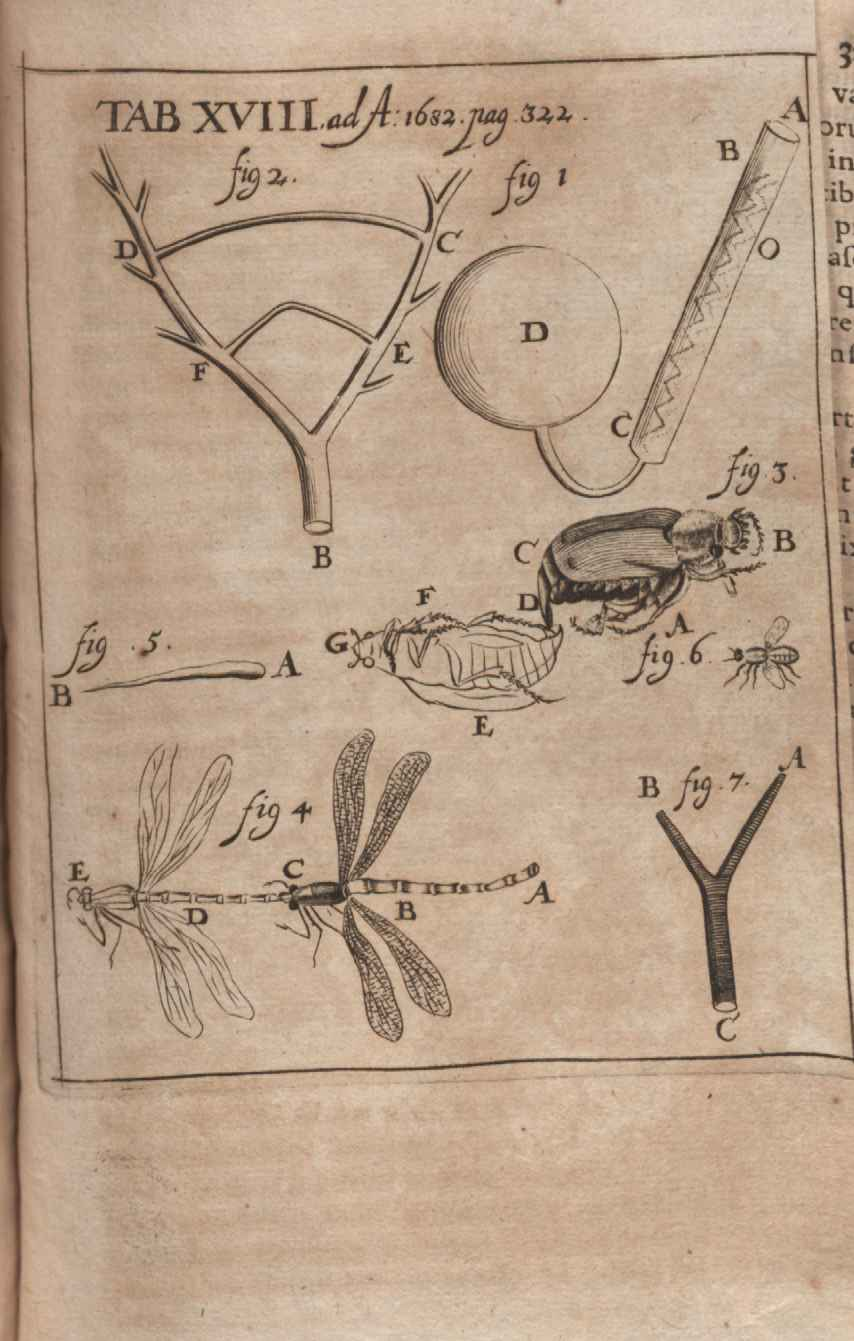
Illustrazione alla recensione de Observationes microscopicae Antonii Levvenhoeck... pubblicata sugli Acta Eruditorum del 1682

(Antoni van Leeuwenhoek)

### Gli ultimi anni
Guadagnatosi un'eccellente reputazione e l'apprezzamento universale, ricoperto di riconoscimenti ufficiali (membro della Royal Society nel 1680; membro corrispondente della Reale Accademia delle Scienze di Parigi nel 1699; insignito di una medaglia da parte dell'Università di Lovanio nel 1716), visitato da studiosi e personaggi politici di tutto il mondo (celebre la visita dello zar Pietro il Grande di Russia, che visitò il suo laboratorio), dopo aver visto l'edizione latina della completa collezione delle sue numerosissime lettere e relazioni, già parzialmente pubblicate negli anni precedenti, in olandese e in latino, uscita nel 1722 sotto il titolo di «Arcana Naturae, ope Exactissimorum Microscopiorum Detecta, experimentis variis comprobata, Epistolis, ad varios illustres viros, ut et ad integram, quae Londini floret, sapientem Societatem [...] datis», Leehuwenoek muore vecchissimo il 26 agosto 1723, dopo aver descritto nelle sue due ultime lettere alla Royal Society del marzo e del maggio di quell'anno i sintomi dell'affezione cardiaca che lo avrebbe portato alla morte, lasciando per testamento i microscopi di cui andava tanto geloso e che non aveva mai voluto mettere in commercio alla Royal Society, di cui aveva condiviso straordinariamente lo spirito, simboleggiato nel motto, attribuito alla Società dai Re d'Inghilterra, « Nullius in verba », netto rifiuto di ogni autorità tradizionale, in nome di una personale, paziente e rigorosa ricerca sperimentale.

## Opere

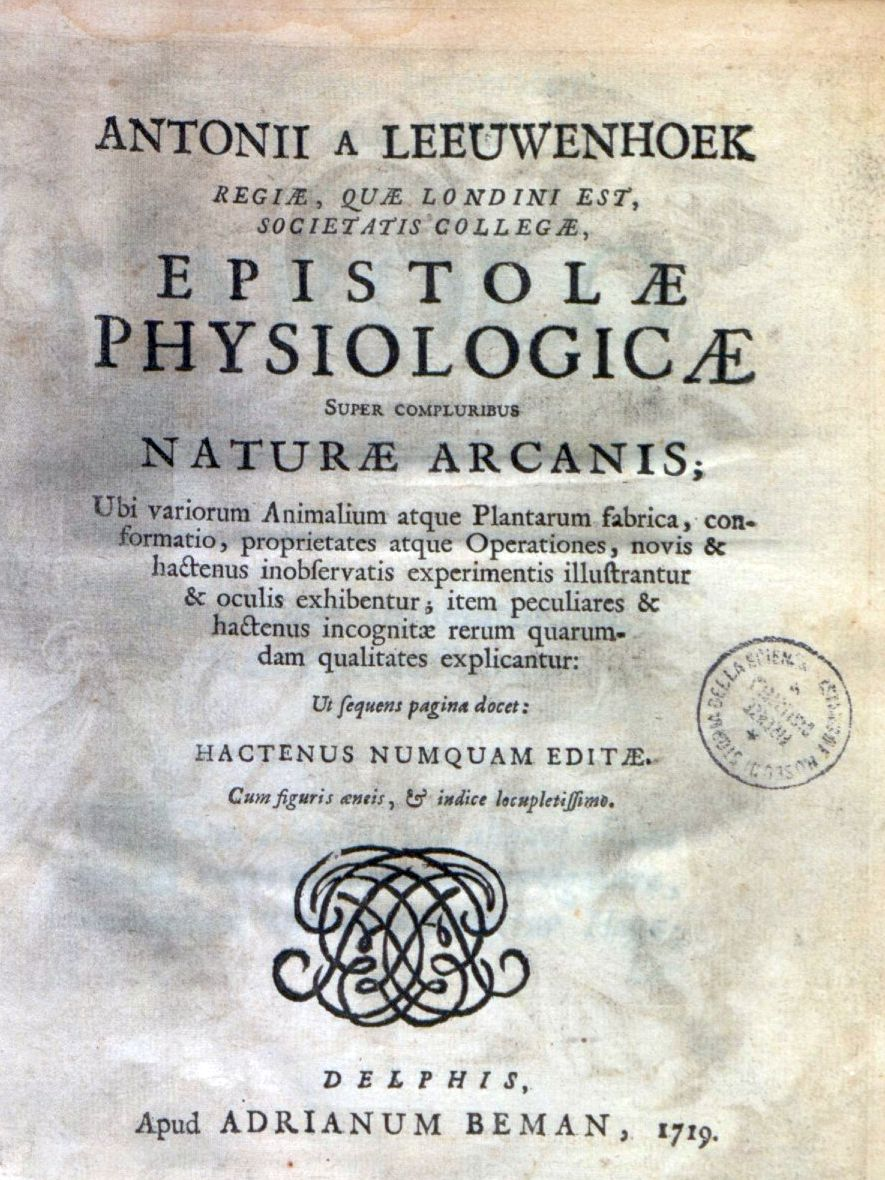
Epistolae physiologicae super compluribus naturae arcanis, 1719

- (LA) Anatomia, Leiden, Cornelis Boutesteyn, 1687.
- (LA) Continuatio epistolarum, datarum ad longe celeberrimam Regiam Societatem Londinensem, Leiden, Johannes Du Vivié, 1715.
- (LA) Epistolae physiologicae super compluribus naturae arcanis, Delft, Adriaan Beman, 1719.
- (LA) Epistolae ad Societatem Regiam Anglicam et alios illustres viros, Leiden, Johan Arnold Langerak, 1719.
- (LA) [Opere], Leiden, Johan Arnold Langerak, 1722.
- (LA) Arcana naturae detecta, Leiden, Johan Arnold Langerak, 1722.